# Calle San Antonio (Santiago de Chile)
La calle San Antonio es una arteria vial que cruza el centro de la ciudad de Santiago, Chile. En su extensión de norte a sur une el río Mapocho, como continuación de la avenida Recoleta, con la Alameda del Libertador General Bernardo O'Higgins.

## Historia
Fue una de las calles diseñadas por el alarife Pedro de Gamboa luego de la fundación de la ciudad de Santiago en 1541. Durante parte del siglo xvi y xvii tomó el nombre de «calle del Licenciado Pastene», en honor a uno de sus residentes, Francisco Pastene. Después tomó el nombre de «calle del Socorro», cuando era frecuente encontrar deambular por la vía delincuentes y prostitutas.
Su nombre definitivo llegó debido a la tradición de las jóvenes santiaguinas de encomendarse a través de la calle a san Antonio de Padua para conseguir a un buen marido. Mirando desde la vía hacia el sur se aprecian en la Iglesia de San Francisco las «puertas de San Antonio», que enfrentaban al altar de dicho santo, ubicado al fondo de la tercera nave de la iglesia.
En la intersección de San Antonio con calle Huérfanos Francisco Vicuña levantó en 1809 la última de las casas coloniales de la ciudad, mientras que François Brunet de Baines construyó la residencia de Melchor Concha y Toro en un estilo francés, que fue el predominante en las casas de la calle cerca del año 1900. El terremoto de 1906 dio paso a nuevos estilos y a la construcción de edificios de oficinas.